# Tuffi ai campionati europei di nuoto 2016 - Piattaforma 10 metri maschile
La competizione di tuffi dalla piattaforma 10 metri maschile dei Campionati europei di nuoto 2016 si è svolta il 15 maggio 2016. Al mattino è stato disputato il turno eliminatorio a cui hanno partecipato 16 atleti, mentre nel pomeriggio ha avuto luogo la finale tra i migliori 12 tuffatori.

## Medaglie
| Posizione | Atleti          | Paese         |
| --------- | --------------- | ------------- |
| Oro       | Tom Daley       | Gran Bretagna |
| Argento   | Viktor Minibaev | Russia        |
| Bronzo    | Nikita Šlejcher | Russia        |

## Risultati
In verde sono indicati gli atleti qualificati alla finale.
| Pos. | Atleti            | Nazionalità   | Eliminatorie | Eliminatorie | Finale | Finale |
| Pos. | Atleti            | Nazionalità   | Punti        | Pos.         | Punti  | Pos.   |
| ---- | ----------------- | ------------- | ------------ | ------------ | ------ | ------ |
|      | Tom Daley         | Gran Bretagna | 500.65       | 1            | 570.50 | 1      |
|      | Viktor Minibaev   | Russia        | 463.75       | 2            | 524.60 | 2      |
|      | Nikita Šlejcher   | Russia        | 423.20       | 5            | 480.90 | 3      |
| 4    | Sascha Klein      | Germania      | 457.65       | 3            | 478.10 | 4      |
| 5    | Matthew Lee       | Gran Bretagna | 398.75       | 6            | 465.10 | 5      |
| 6    | Timo Barthel      | Germania      | 376.15       | 8            | 464.10 | 6      |
| 7    | Lev Sargsyan      | Armenia       | 367.05       | 9            | 432.75 | 7      |
| 8    | Maksym Dolhov     | Ucraina       | 449.35       | 4            | 428.15 | 8      |
| 9    | Maicol Verzotto   | Italia        | 354.30       | 12           | 424.05 | 9      |
| 10   | Vadzim Kaptur     | Bielorussia   | 378.15       | 7            | 414.65 | 10     |
| 11   | Jesper Tolvers    | Svezia        | 367.05       | 9            | 399.95 | 11     |
| 12   | Alexis Jandard    | Francia       | 364.65       | 11           | 380.15 | 12     |
| 13   | Loïs Szymczak     | Francia       | 345.80       | 13           |        |        |
| 14   | Heikki Makikallio | Finlandia     | 341.90       | 14           |        |        |
| 15   | Vladimir Barbu    | Italia        | 334.00       | 15           |        |        |
| 16   | Jaŭhen Karalëŭ    | Bielorussia   | 325.25       | 16           |        |        |